# Acanthodelta vulpina
Acanthodelta vulpina là một loài bướm đêm trong họ Noctuidae.